# Pleurothallis podoglossa
Pleurothallis podoglossa är en orkidéart som beskrevs av Frederico Carlos Hoehne. Pleurothallis podoglossa ingår i släktet Pleurothallis och familjen orkidéer. Inga underarter finns listade i Catalogue of Life.